# Yasmina Aziez
Yasmina Aziez (Lyon, 23 de enero de 1991) es una deportista francesa que compite en taekwondo.
Ha ganado una medalla de bronce en el Campeonato Mundial de Taekwondo de 2009 y cuatro medallas en el Campeonato Europeo de Taekwondo entre los años 2010 y 2018.

## Palmarés internacional
| Campeonato Mundial | Campeonato Mundial       | Campeonato Mundial | Campeonato Mundial |
| Año                | Lugar                    | Medalla            | Categoría          |
| ------------------ | ------------------------ | ------------------ | ------------------ |
| 2009               | Copenhague (Dinamarca)   | Medalla de bronce  | –49 kg             |
| Campeonato Europeo |                          |                    |                    |
| Año                | Lugar                    | Medalla            | Categoría          |
| 2010               | San Petersburgo (Rusia)  | Medalla de plata   | –49 kg             |
| 2012               | Mánchester (Reino Unido) | Medalla de bronce  | –49 kg             |
| 2014               | Bakú (Azerbaiyán)        | Medalla de plata   | –49 kg             |
| 2018               | Kazán (Rusia)            | Medalla de bronce  | –49 kg             |